# Новая столица Египта
Новая столица Египта (араб. العاصمة الإدارية الجديدة, эль-а́сыма эль-идари́я эль-джади́да) — масштабный проект, о котором объявил министр строительства Египта Мустафа Мадбули на Конференции по экономическому развитию Египта 13 марта 2015 года. Там находится самое высокое здание Африки — Iconic Tower.

## Название
На сайте новой столицы был организован конкурс по определению названия и логотипа для нового города. Было сформировано жюри из специалистов для оценки и определения лучшего из представленных предложений. Правительство Египта пока не объявило официальных результатов. В октябре 2021 года министр транспорта Камель аль-Вазир сообщал, что город может быть назван Ведиан (что означает «русло реки» или «долина») или Миср (арабское самоназвание Египта). Другие предложенные названия включают Кемет (древнеегипетское название плодородной части Нижнего Египта), Аль-Мустакбаль («будущее») и Аль-Салам («мир» и «приветствие»).

## География
Новый город будет располагаться к востоку от Каира (в 20 км к востоку от его восточного пригорода Новый Каир) и в непосредственной близости от Второй окружной дороги в слаборазвитом в настоящий момент районе на полпути к морскому порту города Суэца.

## Климат
Будущая столица будет располагаться на широте примерно 30 градусов к северу от экватора и находиться на южной границе субтропического пояса. Зима в мухафазе Каир, где будет располагаться город, тёплая, лето — жаркое, температура нередко превышает 40 градусов. Днём зимой температура обычно превышает 20 градусов, ночью холодает до 10 градусов, в отдельные ночи — до 5, изредка бывают почвенные заморозки. Осадки в данном районе выпадают очень редко (климат засушливый). Причиной является близкое расположение к пустыне Сахара.
| Показатель                    | Янв. | Фев. | Март | Апр. | Май  | Июнь | Июль | Авг. | Сен. | Окт. | Нояб. | Дек. | Год  |
| ----------------------------- | ---- | ---- | ---- | ---- | ---- | ---- | ---- | ---- | ---- | ---- | ----- | ---- | ---- |
| Абсолютный максимум, °C       | 31,0 | 36,1 | 39,6 | 43,0 | 44,4 | 47,8 | 44,3 | 41,4 | 43,0 | 41,1 | 37,2  | 32,5 | 47,8 |
| Средний суточный максимум, °C | 18,9 | 20,2 | 23,4 | 28,2 | 31,9 | 34,5 | 34,8 | 34,5 | 33,0 | 29,7 | 24,7  | 20,4 | 27,9 |
| Средняя температура, °C       | 14,1 | 15,1 | 17,6 | 21,6 | 24,9 | 27,7 | 28,6 | 28,5 | 27,0 | 24,1 | 19,4  | 15,5 | 22,0 |
| Средний суточный минимум, °C  | 9,8  | 10,5 | 12,5 | 15,6 | 18,6 | 21,4 | 23,0 | 23,3 | 21,8 | 19,1 | 14,8  | 11,2 | 16,8 |
| Абсолютный минимум, °C        | 2,4  | 3,0  | 4,0  | 6,8  | 11,9 | 13,0 | 17,3 | 18,0 | 16,0 | 11,1 | 5,0   | 3,9  | 2,4  |
| Норма осадков, мм             | 5,0  | 3,8  | 3,8  | 1,1  | 0,5  | 0,1  | 0,0  | 0,1  | 0,1  | 0,7  | 3,8   | 5,9  | 24,9 |
| Источник: Погода и климат     |      |      |      |      |      |      |      |      |      |      |       |      |      |

## Население
В 2015 г. ожидалось, что к 2020 году население новой столицы составит 5 миллионов человек.

## История

### Основание города
13 марта 2015 года министр строительства Египта Мустафа Мадбули на Конференции по экономическому развитию Египта объявил о подготовке к строительству новой столицы Египта. Новый город будет располагаться к востоку от Каира (в 20 км к востоку от его восточного пригорода Новый Каир) и в непосредственной близости от Второй окружной дороги, в слаборазвитом в настоящий момент районе на полпути к морскому порту города Суэц. Новая столица будет простираться до Суэцкого канала и сможет соперничать с самыми известными бизнес-центрами мира. Стоимость реализации проекта оценивается в 45 млрд $. Согласно планам, безымянный пока город станет новой административной и финансовой столицей Египта, местом расположения основных государственных министерств и ведомств. Будет построен комплекс правительственных учреждений, парламентский и президентский дворцы, а также дипломатический квартал, где разместятся иностранные посольства. На территории общей площадью порядка 700 км² будут проживать до пяти миллионов человек. Также в городе планируется построить крупнейший в мире парк — «в четыре раза больше, чем Диснейленд в Калифорнии», выделить порядка 90 км² для «солнечных ферм» — электростанций, получающих энергию из солнечного излучения, и построить новый международный аэропорт.
Новая столица будет связана с Каиром железнодорожной сетью, появится своя воздушная гавань. Будут построены отели-небоскрёбы на 40 тыс. номеров и 25 жилых кварталов.

### Причины переноса столицы
Перенос столицы из Каира в специально построенный для этих функций город в сторону Суэцкого канала связан с перенаселённостью 20-миллионного мегаполиса, количество жителей которого, как полагает министр строительства Мустафа Мадбули, в течение 40 лет вырастет ещё вдвое.

### Строительство
14 марта 2015 года правительство Египта и инвестиционная компания «Gulf Investment Сorporation» из ОАЭ подписали соглашение о строительстве новой административной столицы Египта. Стоимость первой очереди проекта составит 45 миллиардов $ и по планам египетского правительства будет реализована в течение семи лет. Через несколько дней египетские военные уже начали строить дорогу, связывающую Каир с новой столицей.
Строительство города предполагается вести до 2020 года, куда после окончания строительства переедет администрация президента, правительство, министерства, парламент, посольства, дипломатические представительства.
В начале июня 2015 года министр жилищного строительства Мустафа Мадбули признал, что на переговорах с инвесторами возникло много сложностей.
10 июля 2015 года проект получил своё первое финансирование в размере 5 млрд египетских фунтов.
В январе 2016 года было объявлено о заключении контракта на сумму 2,7 млрд долларов США между Китайской государственной инженерно-строительной корпорацией (CSCEC) и Египтом на строительство объектов инфраструктуры. Согласно соглашению, в течение трёх лет, CSCEC в новой египетской столице построит здание парламента, национальный центр для проведения конференций, административные здания для 12 правительственных департаментов и выставочный городок.
Жилую недвижимость там можно было приобрести уже в 2016 г., а первая волна заселения ожидалась к середине 2018 года. Министерства, правительственные учреждения и президентская канцелярия переехали туда к концу 2018 года.
В ночь с 6 на 7 января 2018 года патриарх Коптской православной церкви Феодор II освятил самый большой христианский храм на Ближнем Востоке — собор Рождества Христова, рассчитанный на 8 тысяч верующих.
В январе 2019 г. президент Египта Абдель Фаттах ас-Сиси торжественно открыл собор Рождества Христова и мечеть Эль-Фаттах эль-Алим.
11 февраля 2023 г. в новой столице Египта открылась 7-я Каирская международная инновационная выставка.

## Критика
Проект был быстро высмеян[кем?] как «потёмкинская деревня» и подвергнут критике за то, что строительство нереально и все её ресурсы следует потратить на решение проблем существующих египетских городов, и за то, что народ Египта не был информирован о проекте и не было консультации с народом.

### Социальное неравенство
Многие критиковали город за то, что он был спроектирован в первую очередь для высших классов, а не для среднего и низшего классов. Это не первый раз, когда египетское правительство пытается построить города за пределами дельты и долины Нила, чтобы уменьшить перенаселенность Каира. Однако предыдущие попытки не увенчались успехом из-за того, что эти города были ориентированы на верхний средний и высший классы. Высокие цены на жилье сделали его недоступным для большинства населения, в результате чего многие из квартир остались нераспроданными.